# Pomnik Sygnalizacji Świetlnej w Nowosybirsku
Pomnik Sygnalizacji Świetlnej (ros. Памятник светофору) – położony w Nowosybirsku pierwszy w Rosji pomnik poświęcony sygnalizacji świetlnej.

## Historia
Pomnik stanął w miejscu, gdzie w latach 40. XX wieku została umieszczona pierwsza w Nowosybirsku sygnalizacja świetlna. Są to okolice jednej z większych szkół podstawowych, sygnalizacja stanęła tu by ułatwić dzieciom bezpieczne przechodzenie przez ruchliwą ulicę. W tym czasie światła sygnalizacji zmieniane były w sposób ręczny i wymagały asysty milicjanta. Autorami pomysłu wzniesienia tego typu pomnika byli szef miejskiej inspekcji drogowej (GAI/ГАИ) Siergiej Sztelmach oraz dyrektor jednej z miejskich rozgłośni radiowych Wiktor Bulankin. Projekt pomnika został wykonany przez specjalistów z Centralnego Wydziału Architektury Nowosybirska. Przedstawia on wykonanego z brązu naturalnych rozmiarów milicjanta, który obsługuje ręcznie sterowaną sygnalizację świetlną (także w naturalnych rozmiarach).
Według pomysłodawców i autorów projektu pomnik ten w takim kształcie ma symbolizować przejście z czasów, gdy prace takie jak zmiana świateł musiały być wykonywane przez człowieka do zautomatyzowanej epoki nowoczesnej technologii. Pomnik został uroczyście odsłonięty 25 czerwca 2006 r. podczas tzw. Dnia Nowosybirska. Monument został także wzniesiony z okazji siedemdziesięciolecia nowosybirskiej służby drogowej. W otwarciu pomnika wzięli udział przedstawiciele służb mundurowych, a także władze Nowosybirska, z merem miasta Władimirem Gorodieckim na czele.